# ジャニーズ被害者救済委員会
ジャニーズ被害者救済委員会（ジャニーズひがいしゃきゅうさいいいんかい）は、ジャニー喜多川の性加害問題による被害者を救済する団体。旧ジャニーズ事務所から独立した機関として活動するとしているが、顧問弁護士の木目田裕をはじめ、チーフ・コンプライアンス・オフィサーの山田将之、被害者救済委員会の森倫洋（元・西村あさひ法律事務所／現・AI-EI法律事務所代表）と西村あさひ法律事務所系の関与が過ぎるとの批判もある。

## 概要
2023年9月4日にジャニーズ性加害問題当事者の会はジャニーズ事務所に対して被害者救済のための委員会を設置する要望書を送ったことを明らかにした。
9月13日にジャニーズ事務所は被害者救済委員会を設置して窓口を設置して金銭補償をすることを発表。
この委員会は裁判官も務めたこともある3人の弁護士、森倫洋（現AI-EI法律事務所代表パートナー・元西村あさひ法律事務所パートナー）、定塚誠（現AI-EI法律事務所顧問弁護士）および杉原麗（現霞総合法律事務所パートナー）で構成されている。この3人で独立性を維持して運営と判断が行われるとしている。
しかしながら、顧問弁護士の木目田裕をはじめ、チーフ・コンプライアンス・オフィサーの山田将之、被害者救済委員会の森と西村あさひ法律事務所系の関与が過ぎるとの批判がある。
なお、森倫洋は西村あさひ法律事務所所属の2014年、 日本弁護士連合会より、「自己が関係をしている訴訟の第1審判決について、自ら及び同僚弁護士が記載した同判決への批評記事を、出版社に働き掛けて匿名または編集部名義で法律雑誌に掲載させ、あたかも第三者が記載した批評記事であるかのように偽って記事を掲載させるとともに、同記事を同訴訟における控訴状に引用して、裁判官にあたかも第三者が記載した批評記事であることを前提とした主張立証活動をしようとした。」として懲戒処分を受けている。
9月30日までに委員会には478人の申し出があり、そのうちの325人に補償を求められている。
10月16日にジャニーズ性加害問題当事者の会は公式HPにジャニーズ事務所に宛てた最後の要望書を掲載して、この中には委員会のメンバーには当事者の会が推奨する複数名が参加することが求められていた。被害者の声を聞かずにジャニーズ事務所が独断で委員会を立ち上げたことが不満であるとしている。
2024年10月13日に被害者救済委員会の委員長を務めていた定塚誠が死去し、今後は杉原麗を委員長代行として、杉原麗と森倫洋の2名体制で同委員会を運営することになった。
その後、2024年12月、SMILE-UP社は、東京地方裁判所にて、ジャニー喜多川氏からの性被害を訴えている元所属タレント4人に対し、「被害者救済委員会を通じた会社側の補償の枠組みに応じず、補償金を支払う義務がない」として、救済委員会が提示した額以上の補償金や、被害者救済委員を通さない場合は、補償金を支払う義務がないことの確認を求める裁判を起こした。

これを受け元所属タレントは、「被害者が声を上げにくくなる。寄り添うとは何か、もう一度考えてほしい」、「救済委員会の枠組みは会社側の基準で補償内容を押しつけるものであり、被害の全容解明にもつながらない」さらに代理人を通して「会社側が行ってきた『法を超えた救済』という姿勢に反するものだ」と批判を行った。
さらに、元所属タレントの1人は「声を届けたら訴えられると不安に思い、断念する人も出てくるのではないか。被害者に寄り添うとは何かもう一度考えてほしい」と訴えた。
2025年3月には、SMILE-UP社の確認作業を担当する同社の代理人弁護士との面談のみで、被害者救済委員会の聞き取りにすら呼ばれず、保証の対象外とされた男性3人が、補償請求権を持つことを確認することなどを求め、同社を提訴した。
朝日新聞は社説にて、仮に被害者救済委員会がSMILE-UP社から独立していたとしても、被害者救済委員会の聞き取りまで進めるか否かを判断するのは誰かすら不明であると批判している。